# Večernji list
Večernji list je chorvatský deník vydávaný v Záhřebu.
Založen byl v roce 1957, nejprve jako 24stránkový Večernji vjesnik, ale po sloučení s dalšími novinami, které se jmenovaly Narodni list, vznikl dnešní Večernji list. Po dlouhou dobu, až do vzniku konkurenčního Jutarniho listu v roce 1998 byl nejprodávanějším chorvatským deníkem.
Večernji list je vlastněn rakouskou mediální skupinou Styria Medien AG.